# 歌衣メイカ
歌衣メイカ（うたいメイカ、英: Meika Utai）はYouTubeで活動する日本の個人バーチャルYouTuberである。元upd8所属。2018年から個人で活動し、ベテラン男性VTuberの一人とされる。

## 概要
大阪在住。元イラストレーターであり、2Dモデル・3Dモデルともに自作。動画で使用するイラストも本人が制作している。「メイカ」という名前の由来は 「Make a ○○（○○を作る）」である。
当初は男声の女性VTuber（バーチャルコスプレイヤー）として活動していたが、現在では男性（漢メイカ）が表で活動、女性（メイカP）がプロデューサーという立ち位置になっている。コンセプトは「漢」。勢いのある関西弁が特徴的で、笑い上戸。
メイカPとしては、歌衣アズミ（衣装デザインは空色ヒカリとの合作、現在は活動終了）、歌衣イツミのキャラクターデザインを行っている。
2018年9月28日にはupd8に加入し、2020年12月31日にupd8のプロジェクトが終了するまで所属していた。

### ゲーム配信
様々なゲーム配信を行っている。2018年8月にキズナアイ主催のマリオカート大会「キズナアイ杯」に参加し、初代王者を獲得。APEX Legendsではマスターランクに到達している。
また、「漢気麻雀」という変則ルールを用いた麻雀配信を行っている。2020年11月に行われたオンライン麻雀ゲーム『雀魂』の公式麻雀大会「雀魂バーチャルインターハイ」では、天開司およびコーサカとチーム参加し、優勝した。2022年にはチームアトラスのメンバーとして『神域Streamerリーグ』に出場し、最終節でCランク選手ながらMVPとなった。
2023年2月14日には、『雀魂』を用いたVTuberの麻雀トーナメント大会「雷漢戦」を主催。同年8月5日-6日には、規模を拡大した「第2回雷漢戦」を主催した。

### 音楽活動
「歌ってみた」として様々な楽曲をカバーしているほか、2021年3月19日にはオリジナル曲『アリガトウ』をアップロードしている。また、2022年11月29日にはオリジナル曲『Cho Cool Nice Guy』を各種音楽サービスにて配信し、続いて12月2日に自身のワンマンライブにて更に3曲を公開した
2018年から2020年までは、年末にVTuber音楽企画配信「V紅白」を運営し、司会を務めている。ホロライブやにじさんじなどの企業VTuberと個人VTuberが参加し、コラボの企画の大部分を1人で運営していた。自身は紅組司会を務め、白組司会を天開司が担当した。第1回は2018年12月29日、第2回は2019年12月28日、第3回は2020年12月26日に開催された。

### 交友関係
コミュニケーション能力が高く人脈も広いが、活動初期にはコラボ相手がいないという理由で弟や両親とのコラボ動画を企画していた。
2020年2月には同じく個人VTuberのバーチャルゴリラ・乾伸一郎とともに「漢度3000倍」（かんどさんぜんばい）というユニットを結成し、APEX Legendsや麻雀でのコラボ配信、ゲーム大会への出場を行っている。2020年8月に行われた「VTuber最協決定戦 Season1」でも、このチーム名で出場した。
天開司やコーサカ（MonsterZ MATE）とも仲が良く、2022年12月31日には「MonsterZ MATE COUNTDOWN 煩悩」に出演した。

#### AllGuys
2020年9月30日に開催されたピーナッツくんと甲賀流忍者!ぽんぽこ主催の『VTuber Fall Guys Party』で、同じく男性個人バーチャルYouTuberである天開司、兎鞠まり、ガッチマンVとともにチームを組み、それをきっかけにAllGuys（オールガイズ）という4人組の実質的なユニットが結成された。それぞれ男性個人バーチャルYouTuberとして精力的に活動しているが、4人でのコラボやイベントも活発に行っている。2022年4月20日からは全国のローソン限定で『VTuberスタイル　AllGuys BOOK』が発売されたほか、2022年4月28日に発売された『VTuberスタイル 2022年5月号』では、4人の対談が掲載された。

## ディスコグラフィ

### アルバム
| No | タイトル                   | リリース日    | 収録曲                                                                                | 形式         |
| -- | -------------------------- | ------------- | ------------------------------------------------------------------------------------- | ------------ |
| #1 | THE BEST MAN IN THE GALAXY | 2023年6月21日 | 1. Cho Cool Nice Guy 2. ぱんちどらんかぁ 3. U&I 4. アポロは次の旅に出る 5. アリガトウ | 配信リリース |

### シングル
| No. | タイトル          | リリース日     | 長さ | 形式         |
| --- | ----------------- | -------------- | ---- | ------------ |
| #1  | Cho Cool Nice Guy | 2023年11月19日 | 3:14 | 配信リリース |

### 参加作品
| 発売日         | タイトル                                                           | 収録曲                                                                   |
| -------------- | ------------------------------------------------------------------ | ------------------------------------------------------------------------ |
| 2023年5月22日  | MonsterZ MATE『VIVA MATE』                                         | メイトなやつら (feat. 天開司, 佐藤ホームズ, あっくん大魔王 & 歌衣メイカ) |
| 2024年1月1日   | MonsterZ MATE『極楽旅yeah!』                                       | 極楽旅yeah! (feat. 歌衣メイカ & 佐藤ホームズ)                            |
| 2024年2月12日  | 天開司 & 歌衣メイカ & 兎鞠まり & ガッチマンV『10000000回遊びたい』 | 10000000回遊びたい                                                       |
| 2024年10月27日 | MonsterZ MATE『Baby上等』                                          | Baby上等 (feat. 天開司, 佐藤ホームズ & 歌衣メイカ)                       |

## 出演

### ライブ
ALL MENZ
2022年3月12日から3月13日に戸田市文化会館で開催されたガッチマンV初のリアルイベントで、1日目に天開司、兎鞠まりともにゲスト出演した。そらまふうらさかの「ロールプレイングゲーム」をカバー歌唱した。
歌衣メイカ 1st ONE MAN LIVE ～THE BEST MAN IN THE GALAXY～
2022年12月2日に開催された自身初めてのワンマンライブで、ライブストリーミングサービスZ-aNにて配信された。
MonsterZ MATE COUNTDOWN 煩悩
2022年12月31日に開かれたイベント。MonsterZ MATEのコーサカ、アンジョーに天開司、佐藤ホームズ、あっくん大魔王、そして歌衣を加えた6人で出演した。また、6人のオリジナル曲、「メイトなやつら」も披露された。
MonsterZ MATE 5thワンマンLIVE "大騒動"
2023年5月21日にKT Zepp Yokohamaで開かれたMonsterZ MATEのリアルライブ。ゲストとしてオリジナル曲「Cho Cool Nice Guy」に加え、MonsterZ MATEのコーサカ・アンジョー、天開司、佐藤ホームズ、あっくん大魔王、歌衣の6人で「メイトなやつら」を歌唱した。
MZMカウントダウン2023→2024 〜あなたのおかげです〜
2023年12月31日に開かれたイベント。MonsterZ MATEのコーサカ、アンジョーに天開司、佐藤ホームズ、歌衣、浮遊信号、天城てんの8人で出演した。また、MonsterZ MATEのアンジョー、佐藤ホームズとのオリジナルユニット曲、「極楽旅yeah!」を披露した。
ALL MEMBERZ
2024年2月10日に「ALL MEMBERZ ～ALL GUYS～」、2月11日に「ALL MEMBERZ ～ALL GUYS vs ぽこピー～」が、TOKYO DOME CITY HALLにて開かれた、ガッチマンVのリアルイベント。両日ともにゲスト出演した。ガッチマンV、天開司、兎鞠まりと共に、Eveの「お気に召すまま」のカバー歌唱や、オリジナル楽曲「10000000回遊びたい」を披露した。
 MonsterZ MATE 6thワンマンLIVE "大炸裂"
2024年5月6日に豊洲PITで開かれたMonsterZ MATEのリアルライブに、天開司、佐藤ホームズ、浮遊信号らと共にゲスト出演した。MonsterZ MATEのアンジョー、佐藤ホームズと共に、オリジナルユニット曲、「極楽旅yeah!」を歌唱した。
MonsterZ MATE野外音楽ライブ「白の陣 MZM music day」
2024年10月26日に行われた掛川市協賛のイベント「掛川市百鬼夜行」内のコラボレーション企画として、掛川城周辺エリアで開かれたMonsterZ MATEの野外ライブに天開司、佐藤ホームズらと共にゲスト出演した。MonsterZ MATEのコーサカ・アンジョーに天開司、佐藤ホームズ、歌衣の5人で、オリジナル曲、「Baby上等」を披露した。

### イベント
人気Vtuberと一緒にチャレンジ！ 東西対抗けいりん予想バトル
2021年6月17日から6月20日にかけて岸和田競輪場で開催された第72回高松宮記念杯競輪を盛り上げるVTuberとして、兎鞠まりとともにコラボレーションした。
「大競輪祭り」キャンペーン
2021年11月8日から11月23日にかけて、スポーツベッティングサービスのTIPSTARによる「VTuber競輪プロジェクト」と、HUBがコラボしたキャンペーンで、兎鞠まり・魔王マグロナとともにキャンペーンアンバサダーとしてコラボレーションを行った。